# Джек Восьмёркин — «американец»
«Джек Восьмёркин — „американец“» — художественный фильм по мотивам одноимённой повести Николая Смирнова. Телевизионный вариант состоит из трёх серий, версия для кинопроката была перемонтирована в две серии.

## Сюжет
Узнав, что в России после революции произошли изменения, и землю теперь можно получить бесплатно, Яков Восьмёркин, попавший во время Гражданской войны в Америку, возвращается в родную деревню, чтобы стать фермером. Получив из Америки от друга Чарли семена табака «Вирджиния», он начинает упорно работать, чтобы своими руками добиться успеха. Параллельно разворачивается любовная линия в фильме: Джек начинает ухаживать за дочкой бывшего владельца имения по соседству с деревней, отставного адмирала Кацаурова, Таней. Но всё время что-то не клеится: сначала не хватает денег, которые приходится занять у местного кулака Скороходова, а потом и мужики, для которых Яков устроил бесплатную презентацию, угостив по одной сигаре, не понимают тонкостей капиталистических отношений и искренне возмущаются попыткам Якова продавать остальные сигары по 5 копеек за штуку. А тут ещё кулак Скороходов требует вернуть долг и грозится вырвать у Якова золотой зуб за неуплату. Скороходов забирает у Восьмёркина все непроданные сигары, перемалывает их на «крупомолке» и затем продаёт перемолотый табак под маркой «Махорка американская» по цене 1 рубль за стограммовый стаканчик. Мужики, которые были недовольны ценой в 5 копеек за сигару, выстроились в огромную очередь с дракой за «Махоркой американской» по цене 1 рубль за 100-граммовый стаканчик. Тот факт, что в такой стаканчик вмещалось не более 4—5 перемолотых сигар ценой по 5 копеек за штуку, их не беспокоил.

## Съёмки
В 1985 году Евгений Татарский получил от «Гостелерадио» предложение экранизировать повесть Николая Смирнова «Джек Восьмёркин — американец». В «Балладе о коммунарах» (так должен был называться фильм) американец приезжает в СССР, чтобы создать фермерское хозяйство, но вдохновленный идеями равенства и пострадавший от "кулаков", присоединяется к строителям коммунизма.
В декабре 1985 года на смену консерватору-догматику С. Г. Лапину в Гостелерадио пришло новое, более либеральное руководство в лице бывшего посла СССР в ПНР и председателя Совета министров Белорусской ССР А. Аксёнова, и режиссёр снял комедию на грани фарса. Герой делает выбор в пользу коллективного хозяйства только потому, что других вариантов нет. Но в 1986 году эта мысль ещё воспринималась как крамола. Поэтому фильм вышел на экраны только в феврале 1988 года, когда Перестройка была уже в разгаре. На главные роли ленинградский режиссёр пригласил столичных знаменитостей. Адмирала Кацаурова сыграл Евгений Евстигнеев, кулака Скороходова — Лев Дуров, Джека Восьмёркина — Александр Кузнецов, который работал в Театре на Малой Бронной и много снимался в кино (в частности, в то время актёр был занят в двух ленфильмовских лентах одновременно — у Татарского и Эрнеста Ясана в фильме «Прости»). Кузнецов в начале 1990-х уехал в США, где снимался в сериалах «Беверли Хиллз 90210» и «Аляска Кид». С 2001 года — снова в России.
Второстепенные роли достались актёрам театра «Буфф»: Юрий Гальцев, Ирина Ракшина, братья Евгений и Александр Ануфриевы дебютировали именно в этой картине.
Большая часть натурных съёмок проходила в деревне Богунино Тверской области.

## В ролях
- Александр Кузнецов — Яков Восьмёркин
- Тито Ромалио — Чарли, американский друг
- Любовь Малиновская — Пелагея, мать Якова
- Ирина Ракшина — Катя Восьмёркина
- Лев Дуров — Пал Палыч Скороходов, деревенский «кулак»
- Марина Мальцева — жена Скороходова
- Михаил Васьков — Пётр Скороходов
- Юлия Чекмарёва — Маланья Скороходова
- Евгений Евстигнеев — адмирал Кацауров
- Надежда Смирнова — Таня Кацаурова, дочь адмирала
- Александр Галибин — Василий Капралов, председатель коммуны
- Александр Суснин — Бутылкин, коммунар
- Галина Бокашевская — Маруська Хворостьянова
- Михаил Широков — Василий Васильевич, сельский учитель
- Сергей Мигицко — главный редактор «Крестьянской газеты»
- Юрий Гальцев — коммунар
- Алексей Кожевников — поэт

## Съёмочная группа
- Автор сценария: Анатолий Козак, Евгений Татарский
- Режиссёр: Евгений Татарский
- Оператор: Валерий Мюлгаут
- Художник: Виктор Амельченков
- Композитор: Александр Журбин
- Песни в исполнении Ларисы Долиной, Натальи Корневой, Максима Леонидова, Юрия Гальцева.

## Критика
По мнению кинокритика Ирины Павловой:
Евгений Татарский в „Джеке Восьмёркине“ не прикидывался, что снимает про деревню. Деревня его была тоже условной, стильной и смешной. Вообще снимать комедийный мюзикл на материале российской деревенской жизни начала 1920-х — это надо было быть сумасшедшим. Самоубийцей. Но Татарский и был „сумасшедшим“. Человеком, который умел делать всё поперек привычного и побеждать. Я до сих пор с легкостью могу вспомнить буквально все до одной роскошные, почти цирковые, репризы из „Джека Восьмёркина — американца“. А фильм ими буквально нашпигован. Блестящий, смешной, драматичный, изящный. Фейерверк актёрских работ, фейерверк режиссёрской выдумки и изобретательности… И снова он всех актёров „переодел и переделал“, обнаружив даже в стопудово „социальном герое“ Александре Галибине вкус к острой комедийности. А ведь там, рядом с суперзвёздами Львом Дуровым и Евгением Евстигнеевым, впервые сверкнули и малоизвестные тогда Галина Бокашевская, Ирина Ракшина и Юрий Гальцев.
Кинокритик Лидия Маслова считает фильм полуудачей Евгения Татарского:
„Джек Восьмёркин“ развлекал живостью и обилием музыкальных номеров, но совершенно не ясен был адресат, которому могла быть интересна изложенная в песенной форме история предприимчивого молодца, пожелавшего выращивать в советской деревне американский сигарный табак.